# Paul Connell
Mons. Paul Connell (* 27. ledna 1958, Mullingar) je irský římskokatolický duchovní a biskup Ardaghu.

## Život
Narodil se 27. ledna 1958 v Mullingaru v Hrabství Westmeath.
Navštěvoval St Finian's College v rodném městě. Poté studoval teologii a filosofii na St Patrick's Pontifical University. Na Irské národní univerzitě získal titul Bachelor of Arts a později titul Master of Arts.
Dne 20. června 1982 byl vysvěcen na kněze a inkardinován do diecéze Meath. Po vysvěcení působil v Rochfortbridge. Následně začal vyučovat na St Finian's College, kde se později stal ředitelem.
Od roku 2019 byl výkonným sekretářem Rady vzdělávání Irské biskupské konference. Roku 2020 se stal kancléřem diecéze Meath a roku 2021 farním administrátorem v Multyfarnhamu.
Sloužil též jako kaplan v St Mary's Hospital v Mullingaru a v různých farnostech v arcidiecéze Miami a diecéze San Diego.
Dne 5. dubna 2023 jej papež František jmenoval biskupem Ardaghu. Biskupské svěcení přijal 18. června z rukou arcibiskupa Eamona Martina. Spolusvětiteli byli arcibiskup Francis Duffy a biskup Thomas Deenihan.